# Новогрозненское нефтяное месторождение
Новогрозненское (Октябрьское) нефтяное месторождение — нефтяное месторождение в России. Расположено в Чеченской Республике, в 10 километрах к юго-востоку от Грозного.
Месторождение открыто в 1913 году. В годы Гражданской войны ему был нанесён огромный ущерб, многие фонтаны горели почти полтора года (до весны 1919 года).
Нефтегазоносность связана с отложениями неогенового и мелового возрастов. Запасы нефти — 0,1 миллиарда тонн. Плотность нефти составляет 0,850 г/см3 или 34° API. Содержание серы составляет 0,2%. Содержание парафина составляет 0,9%.
Нефтяное месторождение относится к Северо-Кавказской нефтегазоносной провинции.
Текущим оператором месторождения является российская нефтяная компания «Роснефть».